# Weißabgleich

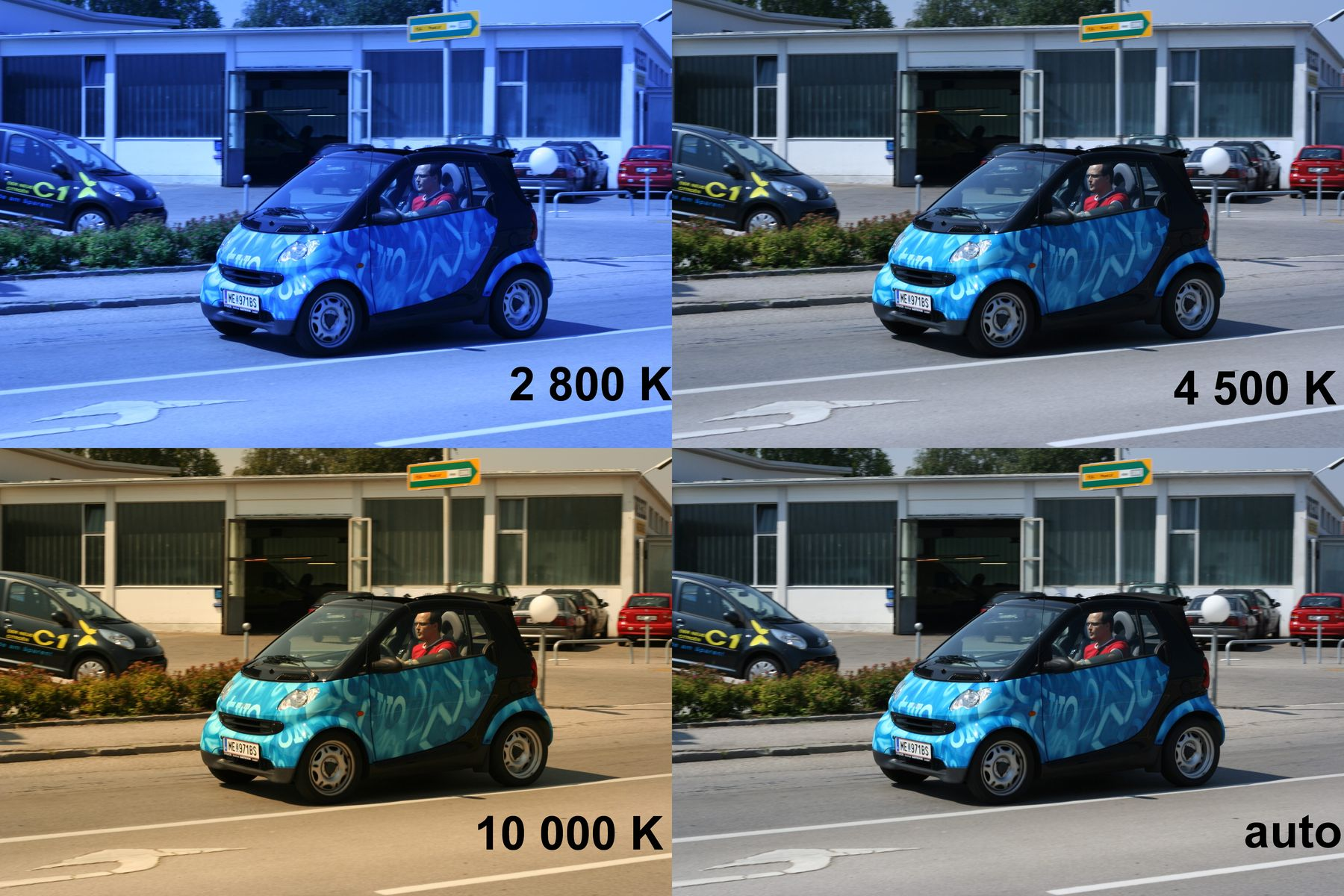
Ein Bild, im Rohdatenformat fotografiert und später auf vier verschiedene Arten den Weißabgleich gesetzt. Das Bild links oben wurde auf 2800 K (typisches Glühlampenlicht) eingestellt; die Software glich den vermeintlich geringen Blauanteil der Beleuchtung aus. Die tatsächliche Darstellung hängt von der Farbtemperatur des zur Darstellung verwendeten Monitors bzw. Druckers ab.

Der Weißabgleich dient dazu, das Aufnahmematerial (egal ob „chemischer Film“ oder digitaler Chip) einer fotografischen oder kinematographischen („Filmkamera“) Kamera der Farbtemperatur des Lichtes am Aufnahmeort anzupassen. Die digitale Aufzeichnung von Bildern (Foto und Film) sowie die Videotechnik erlauben – wie auch die analoge Technik – eine den Lichtverhältnissen angepasste Farbtemperatur.
Auch das menschliche Auge verfügt über solch eine Fähigkeit, die chromatische Adaption.

## Weißabgleich bei analogem Aufnahmematerial vs. digitalem Sensor und Speicher
Bei der Verwendung „analoger/chemischer“ Materialien gilt die Voraussetzung, dass dieses Material für die Farbtemperatur des Aufnahmelichtes speziell eingerichtet ist („Tageslichtfilm“, „Kunstlichtfilm“). Hier werden vor dem Objektiv der Aufnahmekamera ein oder mehrere Filter (Konversionsfilter) angebracht, die die Farbtemperatur auf den festgelegten Wert einstellen. Die Auswahl der Filter wird mit speziellen Messgeräten ermittelt. Der Aufwand ist erheblich und setzt das Vorhandensein des Messgerätes und einen eventuell umfangreichen Filtersatz voraus.
In der digitalen Fotografie sind diese Filter meist unnötig, da die Farbtemperatur für den Aufnahmesensor über geeignete Software eingestellt werden kann. Hiermit setzen sich die folgenden Ausführungen auseinander.

## Vollautomatischer Abgleich

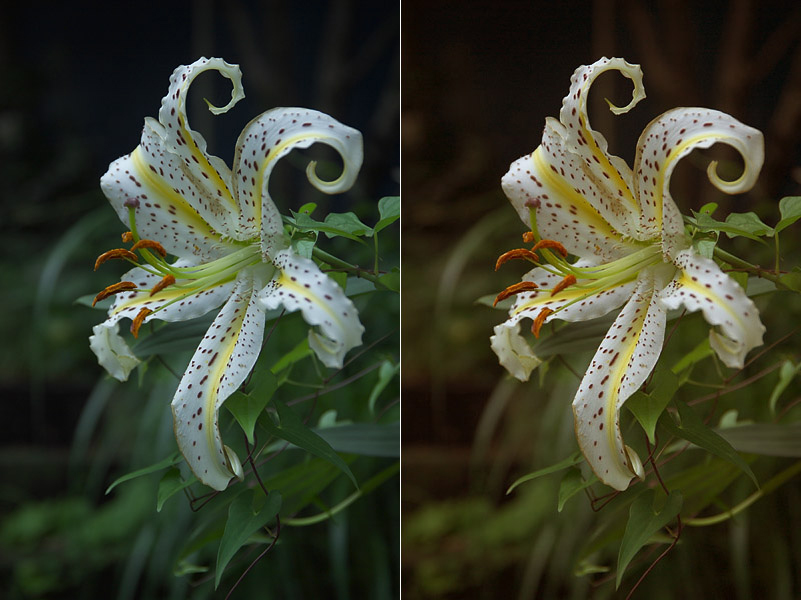
Linkes Foto mit automatischem Weißabgleich, rechtes Foto naturgetreu ohne den Blaustich

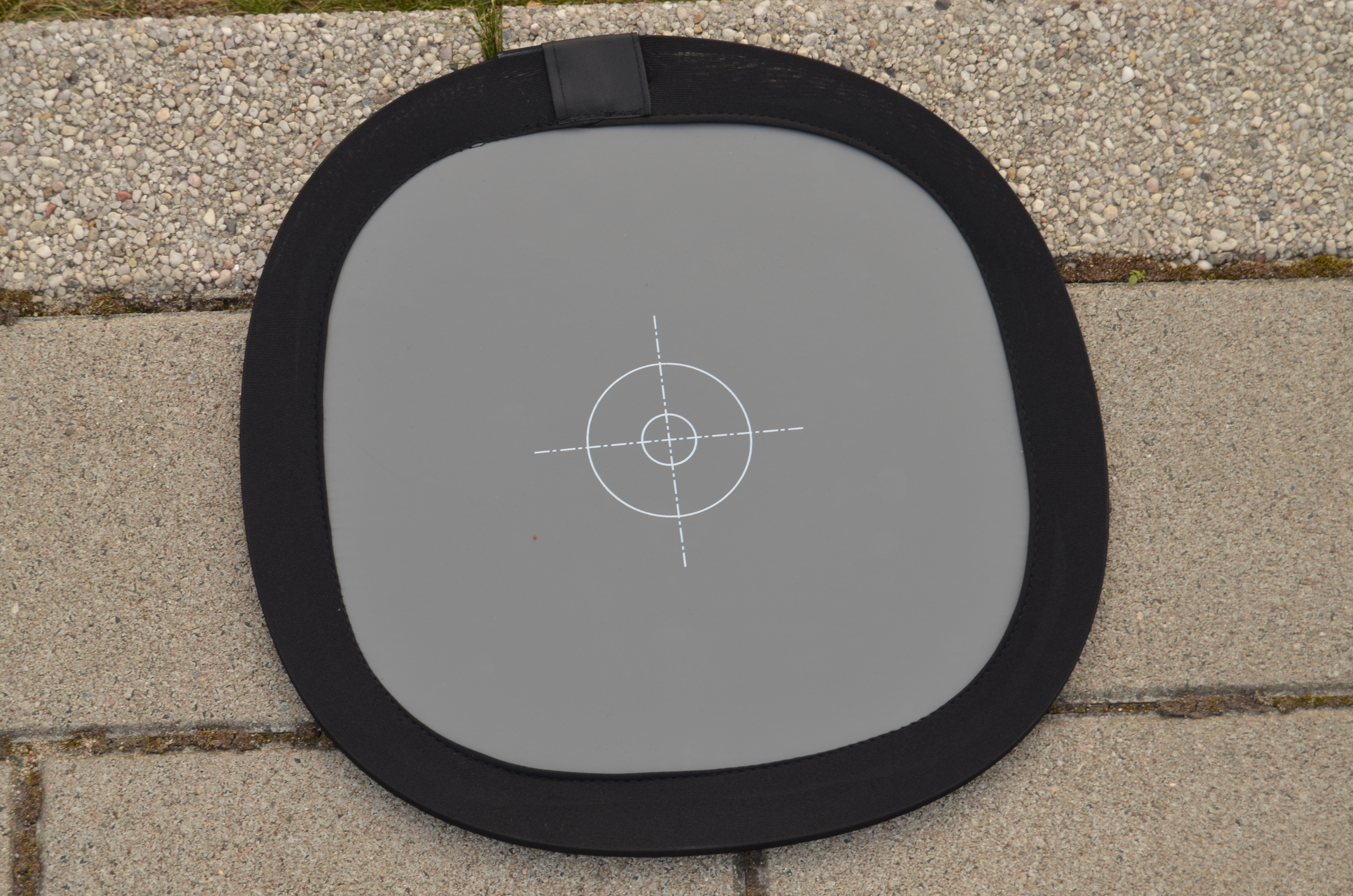
Graukarte faltbar aus Stoff

Beim automatischen Weißabgleich gibt es zwei Strategien:
- Entweder wählt das Programm die größten hellen Flächen und nimmt an, dass diese weiß oder neutralgrau sind. Trifft das zu, sind die erreichten Ergebnisse gut.
- Gibt es keine größeren neutralgrauen Flächen, führt der Abgleich wie im linken Bild zu einem Farbstich, weil das Programm dann annimmt, dass alle Farben vorkommen. Das rechte Bild enthält tatsächlich keine blaue Farbe, trotzdem wählt das Korrekturprogramm für automatischen Weißabgleich den Weißpunkt so, dass überall blaue Farbanteile dazugemischt werden.

Der vollautomatische Weißabgleich versagt auch häufig bei Aufnahmen im Dämmerlicht. Hingegen ist der automatische Abgleich bei schnell wechselnden Lichtverhältnissen, wie bei einer Mischung aus Sonne und aufgelockerter Bewölkung, das Mittel der Wahl.

## Vorgabe einer typischen Farbtemperatur
Fotografen können manuell eine Farbtemperatur einstellen, die für bestimmte Beleuchtungssituationen typisch ist. Bei der Einstellung für Beleuchtung durch Leuchtstofflampen lässt sich beispielsweise eine Farbtemperatur von 4000 Kelvin vorgeben, die Kamera selbst führt keinen Abgleich mehr durch.
Beispielhafte Einstellmöglichkeiten sind:
- Tageslicht
- Kunstlicht von Glühlampen
- Kunstlicht von Leuchtstoffröhren
- Schatten
- wolkig

## Manueller Abgleich

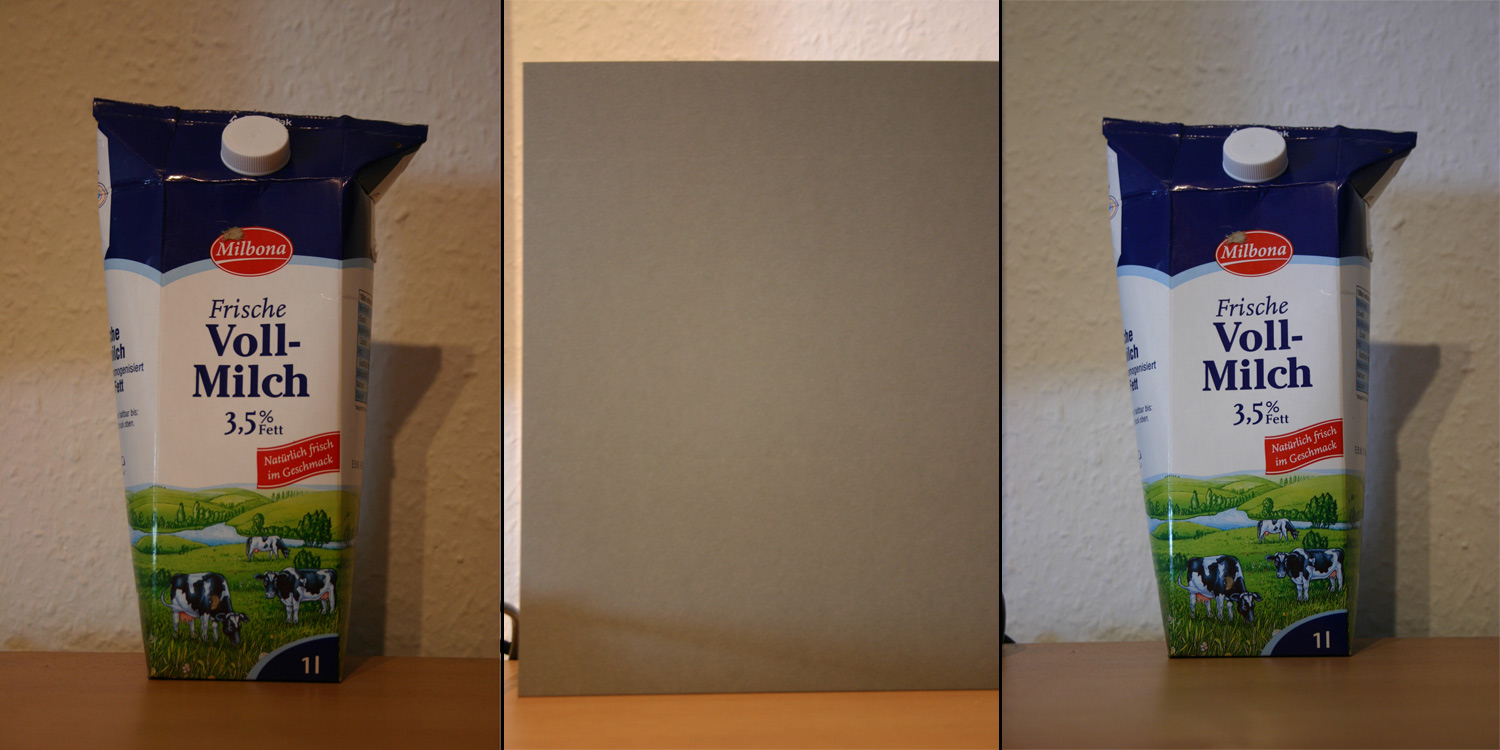
Im ersten Bild ist eine unter Kunstlicht aufgenommene Milchtüte mit verfälschten Farben zu sehen. Im zweiten Bild wurde in gleicher Lichtsituation vor die Milchtüte eine Graukarte zum manuellen Weißabgleich positioniert. Nachdem die Kamera entsprechend kalibriert wurde, ist im dritten Bild eine korrekte Farbgebung zu erkennen.

Zum manuellen Weißabgleich wird die Kamera oder das Gerät formatfüllend auf eine möglichst weiße oder wenigstens neutralgraue Fläche in der zu filmenden oder fotografierenden Umgebung gehalten. Ein weißes Blatt Papier ist in den meisten Fällen oft ausreichend. Achtung: Oft enthalten Papiere optische Aufheller, die bei UV-haltiger Beleuchtung der Kamera blau erscheinen, was nach dem Weißabgleich einen Gelbstich bedingt. Eine so genannte Graukarte ist mithin besser geeignet. Nach Betätigung der entsprechenden Funktion kann der Kameraprozessor die richtige Farbtemperatur ermitteln.
Ein Weißabgleich funktioniert generell am besten bei konstanten und einheitlichen Lichtsituationen. Bei Mischlicht, etwa wenn Tageslicht und Kunstlicht im Motiv sind, können auch bei einem manuellen Weißabgleich Farbstiche auftreten, weil der eine Teil des Motivs notwendigerweise eine andere Farbtemperatur erfordert. In diesem Sinne ist auch eine Beleuchtungskombination aus Glüh- und Energiesparlampen kritisch.
Da sich der Verlauf der Farbtemperatur in Kelvin nicht linear darstellt, bieten manche Kameramodelle die manuelle Auswahl und Angabe in Mired an.

### Weißabgleichkarte

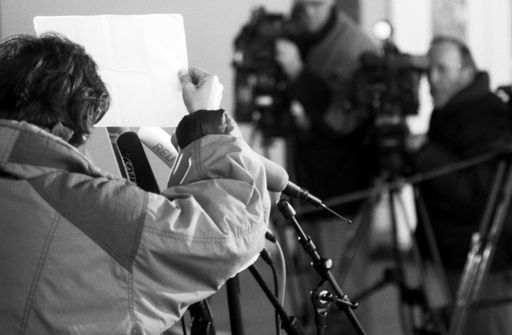
Ein Kameraassistent hält eine Graukarte im Motivbereich (Mikrofone) hoch. Die Kameramänner nehmen den Weißabgleich vor

Als Referenz sollte am besten eine „neutrale“ Weißabgleichkarte ähnlich einer Graukarte verwendet werden. Dennoch verbleiben bei allen Fällen des Weißabgleichs noch Unterschiede zwischen diversen Lichtquellen. Ein Weißabgleich bei bläulichem Licht führt beispielsweise dazu, dass bei den anschließenden Fotos dem gesamten Bild die Farbe Blau „entzogen“ wird und somit auch den tatsächlich blauen Gegenständen. Dieser Effekt kann wiederum durch Verwendung einer Tageslichtlampe als Lichtquelle minimiert werden.

## Softwarebasierter Weißabgleich
Geeignete Kamera-Firmware oder Bildbearbeitungssoftware ermöglichen einen nachträglichen Weißabgleich mit recht guten Ergebnissen. Auch dafür gibt es voll-, halbautomatische und manuelle Verfahren. Beim manuellen Abgleichen per Software bestimmt man einen Weißpunkt im Bild. Das kann bei komfortablen Programmen durch die Auswahl von mehreren Punkten, die dann gemittelt werden, gegebenenfalls noch verfeinert werden. Oft ist auch die Angabe der Farbtemperatur des Umgebungslichtes bei der Aufnahme möglich. So ergibt eine hohe Einstellung dieser Farbtemperatur ein wärmeres Bild, da die Software den meist erhöhten Blauanteil nach unten korrigiert.
Ein nachträglicher Weißabgleich kann verlustarm durchgeführt werden, wenn die Bilder im (meist kameraeigenen) Rohdatenformat abgespeichert worden sind. Das bedeutet, dass man die Wahl des Weißabgleichs für die Aufnahme des einzelnen Bildes nicht notwendigerweise vor Ort vornehmen muss und den größtmöglichen Spielraum bei der Nachbearbeitung hat. Die zusätzliche Aufnahme einer Weißabgleichkarte oder Graukarte ist für die Nachbearbeitung nützlich, da sich der notwendige Weißpunkt nicht in jedem Motiv finden lässt, und sich individuell von einem Bild auf andere Bilder übertragen lässt. Im Unterschied zum Rohdatenformat führt die Korrektur des Weißabgleichs einer Aufnahme, die mit der verlustbehafteten JPEG-Methode gespeichert wurde, mitunter zu Qualitätsverlust, da bei der Datenkompression unter Umständen wichtige Informationen zur Helligkeit und Farbintensität verloren gehen.
Grundsätzlich kann ein nachträglich durchgeführter Weißabgleich nicht die am Aufnahmeort und zum Aufnahmezeitpunkt vorherrschende Farbtemperatur wiedergeben, da diese nicht „konserviert“ werden kann.

## Weißabgleichsreihen
Kameras im höheren Preissegment bieten die Funktion für Weißabgleichsreihen. Bei dieser Technik werden vom selben Motiv mehrere Aufnahmen mit verschiedenen Einstellungen für den Weißabgleich aufgenommen.